# Jácara
Jácaras to hiszpańskie pieśni (w typie ballady) pochodzenia arabskiego, wykonywane przy akompaniamencie instrumentów muzycznych. Zwykle wykonywane w trakcie przerw w czasie przedstawień teatralnych i towarzyszące wielu rodzajom tańców.
Słowa pieśni jácara są zwykle komiczne i frywolne, traktują o przygodach dowcipnisiów i bardzo często używają wulgarnego języka.
Jednym ze znanych kompozytorów tego typu ballad był hiszpański muzyk epoki baroku Santiago de Murcia (1682-1739).